# Tori Franklin
Tori Franklin (ur. 7 października 1992 w Westmont) – amerykańska lekkoatletka specjalizująca się w trójskoku, olimpijka.

## Kariera sportowa
Na arenie międzynarodowej odniosła następujące sukcesy:
| Rok  | Miejsce    | Zawody                        | Konkurencja | Pozycja       | Wynik |
| ---- | ---------- | ----------------------------- | ----------- | ------------- | ----- |
| 2014 | Kamloops   | młodzieżowe mistrzostwa NACAC | trójskok    | złoty medal   | 13,42 |
| 2018 | Birmingham | halowe mistrzostwa świata     | trójskok    | 8. miejsce    | 14,05 |
| 2018 | Toronto    | mistrzostwa NACAC             | trójskok    | srebrny medal | 14,09 |
| 2019 | Doha       | mistrzostwa świata            | trójskok    | 9. miejsce    | 14,08 |
| 2022 | Eugene     | mistrzostwa świata            | trójskok    | brązowy medal | 14,72 |

Uczestniczka igrzysk olimpijskich: w Tokio (2021) i w 2024 w Paryżu odpadła w eliminacjach i nie awansowała do finału.
Mistrzyni Stanów Zjednoczonych w trójskoku (2023) oraz trzykrotna halowa mistrzyni Stanów Zjednoczonych w trójskoku (2017, 2018, 2020).

## Rekordy życiowe w trójskoku
- na stadionie – 14,86 (10 sierpnia 2022, Monako)
- w hali – 14,64 (14 lutego 2020, Albuquerque) – halowy rekord Stanów Zjednoczonych